# Marta Wojtanowska
Marta Wojtanowska, née le 5 janvier 1979, est une lutteuse polonaise.

## Palmarès

### Championnats d'Europe
- Médaille d'or en catégorie des moins de 51 kg en 1999.